# Claudia Lehmann (Radsportlerin)
Claudia Lehmann  ist eine ehemalige deutsche Radrennfahrerin.
1993 wurde Claudia Lehmann zweifache deutsche Meisterin, im Straßenrennen sowie mit der Mannschaft des RSC Regensburg im Mannschaftszeitfahren für Frauen, eine Disziplin, die von 1988 bis 1994 ausgetragen wurde. Im selben Jahr belegte sie jeweils Platz drei in der Gesamtwertung der Thüringen-Rundfahrt und bei Rund um den Henninger-Turm.
1994 wurde Lehmann deutsche Vize-Meisterin im Straßenrennen und belegte nochmals den dritten Platz bei Rund um den Henninger-Turm.